# Armoriale dei comuni della provincia di Rimini

Stemma della Provincia di Rimini

Questa pagina contiene le armi (stemmi e blasonature) dei comuni della provincia di Rimini.
| Stemma                       | Comune e blasonatura | Gonfalone e/o bandiera |
| ---------------------------- | --- | ---------------------- |
|                              | Bellaria-Igea Marina Partito, all'ancora al naturale attraversante sulla partizione e poggiante sul lato inferiore dello scudo; il primo tagliato d'argento e d'azzurro; il secondo di rosso, alla torre d'oro, aperta del campo, finestrata di due, merlata di tre alla ghibellina, col capo d'azzurro al sole d'oro, nascente da un mare ondoso al naturale. Motto: Viresque Acquirit Eundo. D.P.R. del 18 novembre 1959 Gonfalone: drappo partito di bianco e d'azzurro… D.P.R. del 18 novembre 1959 |                        |
| Stemma in versione sannitica | Casteldelci Gonfalone: Drappo partito di rosso e di bianco… |                        |
| Stemma in versione sannitica | Cattolica Un campo di cielo, con la campagna rappresentante una marina corsa da due navi, sormontata dalla figura della Religione, vestita di bianco e di rosso, con la fiammella sul capo tenente con la destra le tavole del decalogo, con la sinistra il libro degli evangeli, il tutto al naturale. Lo scudo sarà cimato da un cerchio di muro d'oro, parto di quattro porte, sormontato da otto merli dello stesso, uniti da muricciuoli d'argento e posto tra due rami, a destra di alloro, a sinistra di quercia divergenti e decussati sotto la punta dello stesso scudo. R.D. del 9 agosto 1899 Gonfalone: drappo di azzurro a tre bandoni sfalsati da destra a sinistra… Bandiera: Drappo fasciato di azzurro, di rosso, di oro, di giallo… |                        |
|                              | Coriano Tre monti d'argento accostati in campo azzurro; quel di mezzo più alto cimato di cuore d'argento; due laterali sormontati da giglio d'oro; il tutto entro una corona a tre fioroni e due punte perlate. Gonfalone: drappo di azzurro… Bandiera: drappo di bianco… |                        |
|                              | Gemmano Gonfalone: drappo partito di bianco e di verde… |                        |
|                              | Maiolo Gonfalone: drappo di azzurro… |                        |
|                              | Misano Adriatico D'azzurro, alla torre d'argento, munita di 5 merli alla guelfa, aperta del campo, fondata di verde; la torre attraversata da una fede di carnagione con le braccia vestite d'oro e movente in fascia dai fianchi dello scudo. Gonfalone: drappo troncato di rosso e di azzurro… |                        |
|                              | Mondaino D'azzurro, al daino salente al naturale, sostenuto da un monte di tre cime d'oro, fondato in punta. D.P.R. del 22 maggio 1973 Gonfalone: drappo troncato di giallo e di azzurro… |                        |
|                              | Montecopiolo |                        |
|                              | Montefiore Conca Di rosso, al monte di tre cime all'italiana d'argento, movente dalla punta, sormontato da un giglio d'oro. Gonfalone: drappo interzato in palo di verde, di bianco, di rosso… |                        |
| Stemma aulico                | Montegridolfo D'argento, alla quercia al naturale, radicata in un terreno di verde. Gonfalone: drappo partito di verde e di bianco… |                        |
|                              | Montescudo-Monte Colombo Partito: nel PRIMO, d’azzurro, alla fascia di rosso sostenente un monte all'italiana di tre colli, d’oro, il colle centrale cimato da una croce dello stesso, il tutto accompagnato in punta da uno scudo ovale d’argento, accollato a due bandiere francesi al naturale; nel SECONDO, d'argento, alla colomba al naturale tenente nel becco un ramoscello d’olivo di verde, poggiata sopra la cima centrale di un monte all’italiana di tre colli di verde. Ornamenti esteriori da Comune. D.P.R. del 1º ottobre 2020 |                        |
|                              | Morciano di Romagna Troncato d'oro e d'azzurro, colla fascia d'argento sulla partizione; il 1° al caduceo di nero, il secondo ad una fascia d'argento ondata. Motto: VETUS MORCEANI FORUM. R.D. del 18 giugno 1903 Gonfalone: Drappo di rosso… |                        |
|                              | Novafeltria Troncato, alla fascia ondata d'azzurro, al primo d'oro, alla testa di Mercurio nascente; al secondo d'argento, a tre monti di verde. R.D. del 10 maggio 1914 Gonfalone: drappo troncato di azzurro e di giallo… |                        |
|                              | Pennabilli Gonfalone: Drappo partito di azzurro e di bianco |                        |
|                              | Poggio Torriana Troncato: nel PRIMO, di azzurro, al San Giorgio armato di tutto punto di acciaio al naturale, con il viso di carnagione, ammantellato di rosso, cavalcante il cavallo inalberato, di argento imbrigliato di nero, afferrante con la mano sinistra la lancia di nero, posta in sbarra, in atto di trafiggere le fauci del drago di due zampe, di rosso, posto in fascia, con la testa rivoltata e alzata in sbarra, con la coda attorcigliata alla zampa posteriore sinistra del cavallo; drago e cavallo sostenuti dalla pianura di verde; nel SECONDO, di azzurro, a tre torri d'argento, murate di nero, unite, prive di merli, la torre centrale più bassa, aperte del campo, le torri laterali finestrate, dello stesso e unite a due cortine di muro, merlate ognuna di tre alla ghibellina, d'argento, murate di nero, uscenti dai fianchi; il tutto fondato sulla pianura di verde. Ornamenti esteriori da Comune. Gonfalone: Drappo di bianco con la bordatura di rosso. DPR 23 febbraio 2015                                                                                           |                        |
|                              | Riccione Troncato: sopra d'oro, al guerriero armato all'antica sul cavallo bianco, al naturale; sotto, al lembo di terra, presso il mare, carico di cinque barche a vela, il tutto al naturale; il mare diviso dalla terra diagonalmente in banda, sotto un cielo presso al tramonto. Ornamenti esteriori da Comune. R.D. del 2 aprile 1925 Gonfalone: drappo di verde… |                        |
|                              | Rimini Partito: nel primo è rappresentato l'arco trionfale di Augusto (ma senza le merlature medievali) sovrapposto al ponte di Tiberio, il tutto sopra un mare d'azzurro increspato d'argento; nel secondo una croce di rosso, bordata d'argento, in campo pure rosso. D.C.G. del 31 marzo 1930 Gonfalone: Drappo partito di rosso e di bianco… |                        |
|                              | Saludecio Semipartito troncato: nel primo, di rosso, alla pianta di rovere al naturale, nordita sulla pianura di verde; nel secondo, d'azzurro, alla figura del patrono Sant'Amato Ronconi, di carnagione, volta di un terzo a destra, in atto di camminare sulla pianura di verde, vestito di saio al naturale, tenente con la mano destra il bordone munito di fiaschetta, al naturale, con la sinistra il cappello, al naturale, il petto ornato con la conchiglia del pellegrino di Santiago di Compostela, al naturale; nel terzo, d'azzurro, al monte di tre colli, all'italiana, d'oro, fondato in punta, sormontato dalla stella di sette raggi dello stesso. Ornamenti esteriori da Comune. Gonfalone: Drappo partito di rosso e d'azzurro riccamente ornato di ricami d'argento e caricato dello stemma sopra descritto con la iscrizione centrata in argento recante la denominazione del Comune. D.P.R. del 19 luglio 1986 |                        |
|                              | San Clemente Scudo a foggia sannitica diviso in due parti: quella superiore di colore azzurro, quella inferiore di colore rosso; al centro dello stemma è riportata una croce d'argento, attraversante le due parti con tre traverse digradanti verso l'alto; ad un terzo di altezza del palo della croce è infilata una corona d'oro, sostenente cinque perle visibili; tale corona è attraversata da un ramo di palma verde e da un'ancora nera con tre braccia. Lo scudo è sormontato dalla corona regolamentare di comune ed è circondato da due rami di quercia e di alloro legati fra di loro da un nastrino tricolore. Gonfalone: Drappo troncato di rosso e d'azzurro… |                        |
|                              | San Giovanni in Marignano Troncato, di azzurro e di verde, al San Giovanni Battista, visto di tre quarti, attraversante, il viso, le braccia, il petto, le gambe di carnagione, succintamente coperto da pelli di capra, di nero, capelluto e barbuto, dello stesso, seduto sul masso di pietra, di rosso, tenente con la mano sinistra la croce tipica del Battista, attraversante, in palo, di nero, ornata dal nastro svolazzante in palo, di argento, con la scritta ECCE AGNUS DEI, di nero, il Santo con la mano destra posata sul dorso dell'agnello rivoltato, di argento, posto in sbarra abbassata, con l'arto anteriore destro poggiato sulla gamba sinistra del Santo; il tutto accompagnato a destra dall'albero con la chioma di verde e il tronco al naturale, nodrito nella linea di partizione. Gonfalone: Drappo di bianco con la bordatura di azzurro… |                        |
| Versione aulica dello stemma | San Leo Partito d'argento alla figura di S. Francesco d'Assisi, in maestà e in atto di predicare sotto un olmo, il tutto al naturale e d'oro all'aquila di nero bicipite, coronata di una corona all'antica. Motto: Vetusta Feretrana Civitas Invicta Sancti Leonis. R.D. del 13 aprile 1902 Gonfalone: drappo partito di azzurro e di bianco… |                        |
|                              | Sant'Agata Feltria |                        |
|                              | Santarcangelo di Romagna Di azzurro, alla effigie dell'Arcangelo, visto di tre quarti, capelluto d'oro, i capelli trattenuti dal nastro d'argento, aureolato d'oro, con le ali dello stesso, la testa piegata in banda, il viso, il collo, gli avambracci, le mani, i piedi, di carnagione, vestito con la lunga tunica di rosso, munita della pettorina d'argento, e in vita della fascia dello stesso, tenente con la mano destra la piccola croce d'oro, in sbarra, con la mano sinistra, posta sopra la fascia, il mondo di azzurro, l'Arcangelo sostenuto dalla pianura di verde, i piedi attraversanti, accompagnato dalle parole, in lettere maiuscole di nero, PRAESIDIUM ET DECUS, poste in palo, PRAESIDIUM a destra con le lettere coricate, con le sommità esterne, e con la iniziale P in basso, ET DECUS a sinistra con le lettere coricate, con le sommità esterne, e con la S finale in basso, esse parole poste nei punti destro e sinistro del bellico. Ornamenti esteriori da Città. D.P.R. del 9 gennaio 2004 Gonfalone: Drappo trinciato di giallo e di azzurro. D.P.R. del 9 gennaio 2004 |                        |
|                              | Sassofeltrio D'oro, alla torre di rosso, fondata in punta, merlata alla guelfa, finestrata di uno di nero, chiusa dello stesso, al capo d'oro, sostenuto dal filetto d'azzurro, caricato della rosa di rosso. D.P.R. del 17 maggio 1986 Gonfalone: drappo di azzurro… |                        |
|                              | Talamello Di rosso, al castello d'argento, murato di nero di cinque torri, merlato alla guelfa, la centrale più elevata e le altre decrescenti verso i fianchi dello scudo. D.P.R. del 19 maggio 1975 Gonfalone: drappo di bianco… |                        |
|                              | Verucchio D'azzurro, ai due monti di verde, rocciosi, fondati in punta, il monte posto a destra più alto e in primo piano, declinante fino al lembo sinistro, essi monti sostenenti le due torri, di nero, merlate di quattro alla guelfa, chiuse e finestrate di una, d'oro. Sotto lo scudo, su lista bifida e svolazzante d'azzurro, il motto in lettere maiuscole di nero: VERUCULUM PRIMA MALATESTARUM PATRIA D.P.R. del 3 gennaio 1989 Gonfalone: drappo troncato di giallo e di azzurro… Bandiera: Drappo troncato di giallo e di azzurro caricato dello stemma comunale. |                        |

## Ex comuni
| Stemma | Ex Comune e blasonatura | Gonfalone |
| ------ | --- | --------- |
|        | Monte Colombo (dal 2016 soppresso per la costituzione del comune di Montescudo-Monte Colombo) D'argento; alla colomba al naturale tenente nel becco un ramoscello d'olivo di verde, poggiato sopra la cima mediana di un monte all'italiana di tre colli di verde D.P.R. del 21 gennaio 1986 Gonfalone: drappo troncato di verde e di bianco riccamente ornato di ricami d'argento e caricato dello stemma sopra descritto con l'iscrizione centrata in argento recante la denominazione del Comune |           |
|        | Montescudo (dal 2016 soppresso per la costituzione del comune di Montescudo-Monte Colombo) |           |
|        | Poggio Berni (dal 2014 soppresso per la costituzione del comune di Poggio Torriana) |           |
|        | Torriana (dal 2014 soppresso per la costituzione del comune di Poggio Torriana) |           |